# Dolmen de Kerangré
Le dolmen de Kerangré est situé dans la commune d'Erdeven dans le département français du Morbihan.

## Historique
Le dolmen est mentionné par Lukis en 1867. Il a été exploré en 1877 par G. Chaplain-Duparc mais sans résultat connu,. Il est classé monument historique par arrêté du 24 septembre 1936

## Description
Le dolmen est un dolmen à couloir, dont le plan général dessine un « P ». Le couloir, orienté au sud-est, est ruiné : il n'en demeure que deux orthostates et une dalle de couverture. La chambre est approximativement de forme semi-circulaire. Elle est délimitée par six orthostates et recouverte d’une unique table de couverture.